# 福田清成
福田 清成（ふくだ きよしげ、1926年〈大正15年〉4月27日 - 2015年〈平成27年〉7月7日）は、日本の化学者（コロイド化学）、教育者。
学位は、理学博士（東京大学）。埼玉大学名誉教授。中国科学院名誉教授。

## 生涯
東京市本郷区（現在の東京都文京区本郷）に、父秀一（歯科医）、母喜代子の次男として生まれる。幼少の頃から自然と親しみ、こよなく愛す。
高校生になる頃には科学者を目指すようになる。1945年（昭和20年）旧制府立高等学校理科を卒業すると、実家が東京大学農学部の目の前にあったこともあり、東京大学理学部化学科へ入学。研究室にて有機化学、コロイド科学に没頭し、薄膜の世界に魅了されていく。1948年（昭和23年）卒業。1954年（昭和29年）東京大学大学院特別研究奨学生終了。
1954年（昭和29年）埼玉大学文理学部化学科講師に就任。1959年（昭和34年）に文理学部から理工学部へ改組され、埼玉大学理工学部化学科助教授になる。1966年（昭和41年）に理工学部から理学部へ改組され、埼玉大学理学部化学科教授に就任。1980年（昭和55年）〜1982年（昭和57年）埼玉大学学生部長、1986年（昭和61年）〜1990年（平成2年）埼玉大学理学部長・大学院理学研究科長を歴任する。
1988年（昭和63年）中国科学院名誉教授、第6回界面・コロイド科学国際会議プログラム委員長。1989年（平成元年）第4回LB膜国際会議組織委員長。1992年（平成4年）埼玉大学名誉教授。2004年（平成16年）瑞寶中綬章。

## 著書
- コロイドとその応用 (1955年) (化学ライブラリー〈第5 日本化学会編〉）（1955年12月・大日本図書）
- コロイド化学の基礎（基礎化学シリーズ〈5 日本化学会編〉）（1969年4月・大日本図書）
- 化学の原点7　界面化学（1975年2月・東京大学出版会）
- コロイド化学の基礎 （新基礎化学シリーズ 5）（1975年9月・大日本図書）
- 界面とコロイド （新実験科学講座18）（1977年10月・丸善）
- Langmuir-Blodgett Films 4（1989年4月・Elsevier Applied Science）
- 真昼の星（1992年3月・福田清成先生退官記念会）
- 超薄分子組織膜の科学（1993年4月・講談社）
- コロイド科学Ⅰ　ー基礎および分散・吸着ー（1995年10月・日本化学会）
- コロイド科学Ⅱ　ー会合コロイドと薄膜ー（1995年10月・日本化学会）
- コロイド科学Ⅲ　ー生体コロイドおよびコロイドの応用ー（1996年2月・日本化学会）
- コロイド科学Ⅳ　ーコロイド科学実験法ー（1996年4月・日本化学会）
- 続真昼の星　ー私が遺してきた石積みの道標（ケルン）ー（2013年4月・福田清峰事務所）
- 捕真昼の星　ー暮れなずむ畑野の落ち穂拾いー（2014年12月・福田清峰事務所）
- 界面化学事始め　ーー（2018年5月・福清会）